# Anton Karl Gebauer

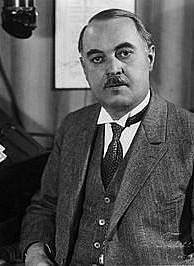
Anton Karl Gebauer

Anton Karl Gebauer (* 16. Juli 1872 in Horní Benešov, Königreich Böhmen; † 30. Mai 1942 in Velden am Wörther See, Österreich) war ein österreichischer Lehrer, Asienforscher, Reisender, Ethnograph und Schriftsteller.

## Leben

### Schule und Ausbildung
Sein Vater, Anton Gebauer, war Tuchhändler und Gemeindesekretär in Horni Benesov, wohnhaft Turnergasse 297 (heute Nerudova-Straße). Die Kenntnisse des Vaters und seine Bewunderung für die Wissenschaften waren für den erstgeborenen Sohn vorbildhaft; auch der Webwarenhandel der Großmutter auf den Märkten Westschlesiens weckte in dem Kind bereits früh die Reiselust. 1883 verließ Gebauer das Elternhaus, um als Sängerknabe das Gymnasium in Olmütz zu besuchen. Nach dem Tod des Vaters, der seine Frau mit einer winzigen Pension von 18 Gulden und einer zehnköpfigen Familie hinterließ, musste er auf das angestrebte Studium der Naturwissenschaften verzichten; stattdessen besuchte er, um zum Einkommen der Familie beizutragen, die Lehrerbildungsanstalt in Opava, ehemals Troppau, und wurde nach dem Abschluss (1892) in den Jahren 1892–97 Lehrer in Franzen (Gemeinde Pölla) im Waldviertel (Niederösterreich), in Dolní Rakousy bei Prag und Floridsdorf (1897–1900) im Norden von Wien. Nach einer Ausbildung in der Turnlehrerbildungsanstalt der Universität (1899) arbeitete er schließlich als Sportlehrer am neu gegründeten Staatsgymnasium des 21. Bezirks in Wien-Floridsdorf. Seine gute körperliche Konstitution kam ihm bei den teilweise sehr fordernden Reisen zugute.

## Reisen
Gebauer eignete sich seine Kenntnisse in der Landeskunde, Kartographie und in einigen asiatischen Sprachen selbst an, unter anderem die fließende Beherrschung der Verkehrssprache Hindustani, des späteren Hindi. Eine Reise nach Ägypten zu den Katarakten des Oberen Nils und Kleinasien (Syrien, Türkei) 1901 sparte er sich von seinem schmalen Lehrergehalt ab; es folgten 1906 und 1910 zwei Reisen nach Indien, die er ebenfalls selbst finanzierte und deren Verlauf er in seinem Buch "Um den Mount Everest" (1925) schilderte. Erst seine im November 1913 angetretene dritte Reise nach Indien fand unter günstigeren Umständen statt, da er darin bereits finanziell unterstützt wurde. Zu Beginn des Ersten Weltkrieges wurde Gebauer fünf Jahre lang von den Engländern in den Lagern von Darjeeling und Ahmednagar interniert.
Gebauers völkerkundliche Berichte über bis dahin unerforschte Regionen, vor allem des heutigen Shan- und Kachin-Staats in der schwer zugänglichen Region zwischen Myanmar, China, Indien, Laos, Thailand und Tibet sind lebendig geschrieben und bis heute von geopolitischem und ethnologischem Interesse. Seine Reisen führten ihn an den Oberlauf der Flüsse Brahmaputra, Salween, Mekong, Irrawaddy und Jangtsekiang, die an den südöstlichen Ausläufern des Himalaya durch steile Gebirgsschluchten fließen und schier unüberwindliche Verkehrsbarrieren darstellen.
Nach seiner Rückkehr nach Österreich im Jahr 1919 engagierte er sich in zahlreichen Vorträgen über Buddhismus und Brahmanismus in der Urania (Wien), einer beliebten Volksbildungsstätte, deren damaliger wissenschaftlicher Leiter Friedrich Umlauft (1844–1923) ebenso zu seinen Förderern gehörte wie der sprachgewandte Wissenschaftsmäzen Fürst Johann II. von Liechtenstein (1840–1929).
Gebauer wurde 1921 als Oberlehrer pensioniert, heiratete am 12. Juni 1923 und zog 1924 nach Velden am Wörthersee. Das Ehepaar hatte eine Tochter, die spätere Science-Fiction-Autorin Friedlinde, verh. Cap, geboren 1924, alias Alexander Robé.

## Sammlungen, Fotografien
Bei seinen Reisen, in den letzten Jahren mit Fotoausrüstung, Tragtieren, Treibern, Koch und Assistent, sammelte er unermüdlich Ethnologica, vor allem Waffen, Textilien sowie Kunst- und Handwerksprodukte der von ihm bereisten Regionen. Den wertvollsten Teil seiner Sammlungen und die Fotografien vermachte er dem Weltmuseum Wien und im Tauschweg dem Museum für Völkerkunde in München.

## Ehrungen
Für seine Verdienste erhielt er vom österreichischen Staat einen Ehrensold, sein Geburtsort ernannte ihn zum Ehrenbürger. Seit 1967 ist die „Gebauergasse“ in Wien-Floridsdorf nach ihm benannt.

## Verweise
1. ↑  Der Großvater des früheren US-Außenministers John Kerry stammte ebenfalls aus Horní Benešov
2. ↑  "Eigene Lebensbeschreibung", Nordmarkweiser 1912; hier zitiert nach dem Auszug in "Unser schönes Floridsdorf. Blätter des Floridsdorfer Heimatmuseums" Jg. 1, H. 4 (1967), S. 77–80
3. ↑  Die so genannte Stilwell Road aus dem Zweiten Weltkrieg, die das indische Assam mit Südchina verbinden sollte, ist mit ihren Teilstücken Burmastraße und Assamstraße (Ledo Road) bis heute ein Torso geblieben.
4. ↑  Alfred Janata: Die ethnographischen Sammlungen Anton K. Gebauer. In: Unser schönes Floridsdorf, S. 97–98

## Werke
- Die nördlichen Schanstaaten und ihre Bewohner. In: Mitteilungen der k.k. Geographischen Gesellschaft, Wien Bd. 55 (1912), S. 434–467
- Um den Mount Everest, Fahrten und Abenteuer. Bilder nach Originalaufnahmen. Wien. Leipzig u. a. : Deutscher Verlag für Jugend und Volk 1925 (zweite Auflage 1930)
- Zur Geographie von Giudschou (Kweitschou). In: Mitteilungen der Geographischen Gesellschaft, Wien Bd,69 (1926), S. 75–79
- Dum, der Hund. Erzählung. Frankfurt : Diesterweg 1928 (Kranz-Bücherei 148)
- Burma, Tempel und Pagoden. Erlebnisse längs der Burmastraße. Wien. Berlin : Bischoff 1943